# Yahya Hassan
Yahya Hassan   (Aarhus, 19 de maig de 1995 - Aarhus V, 29 d'abril de 2020) fou un poeta i polític danès d'origen palestí, que va destacar per la seva crítica de l'islam. El seu treball més notable, Yahia Hassan (2013) va ser el poemari de debut més venut a Dinamarca, i va ser imprès en més de 100.000 còpies. El 7 d'abril de 2015, Hassan va anunciar que s'havia unit al nou Partit Nacional danès.

## Biografia
Yahya Hassan va néixer a una família d'immigrants palestins musulmans, que havia fugit al Líban a causa del conflicte israelianopalestí i que es va traslladar a Dinamarca a la dècada de 1980. Va néixer a Aarhus V, un problemàtic barri d'immigrants de la ciutat d'Aarhus, la segona ciutat més gran de Dinamarca i el principal port del país. Hassan hi va créixer en un ambient religiós, però aviat va abandonar la religió. Va ser institucionalitzat per la delinqüència juvenil a Solhaven (Farsø), on els educadors van donar suport el seu talent literari. Amb setze anys, Hassan va tenir una aventura amb l'educadora de 38 anys Louise Østergaard, que la va dur a la destitució i al divorci d'Østergaard. Hassan va assistir a una "Acadèmia del Rap" i a diversos tallers d'escriptura creativa.
Hassan fou trobat mort en el seu apartament d'Aarhus el 29 d'abril de 2020. La policia no creia que la mort hagués estat provocada per un acte criminal.

## Publicacions i recepció
Va publicar el primer volum d'Et godt sted at dø amb Brønderslev Forfatterskole el 2011, però va arribar a ser àmpliament conegut el 2013 a Dinamarca amb el seu volum crític amb l'Islam publicat amb la reputada editorial Gyldendal.
L'estudiós de la literatura Tue Andersen Nexø va descriure les obres de Hassan tan extenses com "gairebé les de Walt Whitman". El volum va ser un èxit de vendes i va rebre crítiques favorables, i les seves lectures (fetes en un estil idiosincràtic) van ser molt concorregudes.
Els poemes tracten la seva educació en el "ghetto" d'Aarhus V, amb atacs a la generació dels seus pares i a l'Islam. Això ha donat lloc a crítiques i a amenaces de mort per part de musulmans danesos, i Hassan va haver de rebre protecció policial. La biblioteca de la ciutat d'Odense va cancel·lar una lectura programada a causa de l'amenaça d'atacs. La cancel·lació va donar lloc a un debat parlamentari al Parlament de Dinamarca sobre les amenaces islamistes que incideixen sobre la llibertat d'expressió.
També el novembre de 2013 Hassan va ser agredit i ferit per un altre ciutadà danès d'origen palestí, un tal Isaac Meyer, nascut com a Abdul Basit Abu-Lifa, que havia sigut condemnat anteriorment per terrorisme. Meyer havia rebut una condemna de set anys pel cas dels terroristes de Glostrup de 2005, però havia estat posat en llibertat condicional el 2010. L'atacant va ser condemnat per assalt.